# عشرة أيام من بريشا
 عشرة أيام من بريشا تمرد اندلع في المدينة الإيطالية الشمالية بريشا واستمر من 23 مارس/ آذار - 1 أبريل/ نيسان 1849.
كانت بريشيا في أوائل القرن 19 جزءاً من دولة دمية للإمبراطورية النمساوية تدعى مملكة لومبارديا فينيشيا. قاد التمرد شخصية وطنية عرفت باسم تيتو سبيري. اندلع التمرد في اليوم نفسه لمعركة معركة نوفارا (على الرغم من أنباء انتصار النمسا لم تصل بريشيا بعد).
كان التمرد مفاجئاً في البداية للحامية النمساوية بقيادة الجنرال نوجنت وتراجعت إلى القلعة والتي قصفوا المدينة انطلاقاً منها بالمدافع مدمرين العديد من المعالم التاريخية في المدينة. طوقت المدينة تماماً من قبل النمساويين في اليوم الثامن عندما وصلت التعزيزات. قام في اليوم التالي الجنرال هايناو والذي عرف لاحقاً باسم ضبع بريشيا بالمطالبة بالاستسلام غير المشروط للمدينة. رفض المتمردون واستمر القتال حتى وقت متأخر من الليل عندما قرر رؤساء التمرد الاستسلام. في اليوم التالي (1 أبريل - نيسان) دخلت القوات النمساوية المدينة وقتلت العديدين من السكان قبل أن يتم التوقيع على الاستسلام.
قتل نحو 1000 مواطن خلال المعركة. وبسبب مقاومتها الشرسة حصلت مدينة بريشيا على لقب لبؤة إيطاليا.

## راجع أيضاً
- توحيد إيطاليا
- معركة نوفارا 1849